# Ma-3130
La Ma-3130 es una carretera secundaria española de la isla de Mallorca que une la localidad de Sinéu con la de Algaida, enlazando con la Ma-15 a la altura del km 22. En su recorrido la vía atraviesa las poblaciones de Lloret de Vista Alegre y Pina.
La gestión y el mantenimiento de la vía está a cargo del departamento de Obras públicas del Consejo Insular de Mallorca.

## Enlaces, cruces y travesías
- Sinéu (Ma-3510 y Ma-3300)
- Lloret de Vista Alegre (Ma-3231)
- Km 9 (Ma-3200)
- Pina (Ma-3140)
- Algaida (Ma-15)